# Stazione di Borgo Ticino
La stazione di Borgo Ticino è una stazione ferroviaria a servizio dell'omonimo comune sulla linea Arona-Novara. Si trova tra le stazioni di Dormelletto Paese e Varallo Pombia.

## Storia
La stazione entrò in funzione il 14 giugno 1855 con l'apertura del tronco Novara-Arona della linea Alessandria-Novara-Arona e fu in origine gestita dalle Ferrovie dello Stato piemontese.
A seguito della statizzazione delle ferrovie, tra il 1905 e il 1906, la linea in ultimo gestita dalla Società per le Strade Ferrate del Mediterraneo venne incorporata nella rete statale e l'esercizio degli impianti fu assunto dalle Ferrovie dello Stato.
Dal 2001 la gestione della linea, e con esse quella della stazione di Borgo Ticino, passò in carico a Rete Ferroviaria Italiana la quale ai fini commerciali classifica l'impianto nella categoria "Bronze".

## Strutture ed impianti
La stazione è dotata di due binari passanti, entrambi provvisti di marciapiedi con copertura per l'imbarco dei passeggeri, collegati da un sottopasso pedonale. La maggior parte del traffico è svolto sul primo binario di corretto tracciato, mentre il secondo deviato è utilizzato per incroci o precedenze, con i deviatoi percorribili a 60 km/h. La movimentazione del traffico è telecomandata con sistema punto-punto dal dirigente movimento di Oleggio con il sistema ACC-M (Apparato Centrale Computerizzato-Multistazione)
Il fabbricato viaggiatori della stazione si dispone su due piani e dispone solo di una sala d'attesa accessibile al pubblico.

## Movimento
La stazione è servita da treni regionali svolti da Trenitalia nell'ambito del contratto di servizio stipulato con la Regione Piemonte.

## Servizi
Nella stazione, che RFI classifica nella categoria "Bronze" sono presenti pannelli d'informazione audio e video per le partenze dei treni. Essa dispone di:
- Biglietteria automatica
- Sala d'attesa